# Lilian Hall-Davis
Lilian Hall-Davis (* 23. Juni 1898 in Mile End, London; † 25. Oktober 1933 in ebenda) war eine britische Schauspielerin.

## Leben
Lilian Hall Davis (noch ohne Bindestrich) wurde als Tochter eines Londoner Taxifahrers geboren. Ihr Filmdebüt hatte sie 1917 in einem französischen Film von René Hervil und Louis Mercanton. Ihre ersten Hauptrollen spielte sie 1922, unter anderem in Graham Cutts’ The Wonderful Story. Zu ihren wichtigen frühen Filmen gehört Alexander Butlers Married Love (1923), der wegen seiner sexuellen Thematik die britische Filmzensur beschäftigte. 1924 drehte sie unter Graham Cutts in Deutschland den Film Ehe in Gefahr, bei dem sie Alfred Hitchcock kennenlernte. Sie bekam danach auch Rollen in mehreren deutschen Filmen und spielte in der deutsch-italienischen Großproduktion Quo Vadis? (1924). Zwei ihrer besten schauspielerischen Leistungen hatte sie in den Hitchcock-Filmen Der Weltmeister (1927) und The Farmer’s Wife (1928). Ihren letzten Filmauftritt hatte sie 1931.
Im Tonfilm konnte sie ihre Karriere nicht fortsetzen und litt Anfang der 1930er Jahre unter schweren Depressionen. Sie nahm sich in ihrem Haus in Golders Green im Alter von 35 Jahren das Leben, indem sie den Gashahn aufdrehte und sich die Kehle durchschnitt.
Lilian Hall-Davis war mit dem Bühnenschauspieler Walter Pemberton verheiratet; sie hatten einen gemeinsamen Sohn.

## Filmografie (Auswahl)
- 1917: La P’tite du sixième
- 1922: The Wonderful Story
- 1923: Married Love
- 1924: Quo Vadis?
- 1924: Ehe in Gefahr (The Passionate Adventure)
- 1925: Blitzzug der Liebe
- 1925: Liebe macht blind
- 1925: Der Farmer aus Texas
- 1926: Die drei Kuckucksuhren
- 1927: Der Weltmeister (The Ring)
- 1928: Die Frau des Farmers (The Farmer’s Wife)
- 1928: Wolga-Wolga
- 1931: Her Reputation